# 平田隆義
平田 隆義（ひらた たかよし、1937年6月1日 - ）は、日本の元政治家。鹿児島県元奄美市長（1期）。元名瀬市長（3期）。

## 経歴
鹿児島県奄美市名瀬有良出身。鹿児島県立大島高等学校を経て、1961年中央大学法学部卒。東京での社会人生活の後、帰島して印刷会社を経営。奄美大島青年会議所理事長、名瀬市議を3期務め、1994年名瀬市長成田広男の辞職に伴う市長選に立候補して初当選。連続3期務めた。2006年に名瀬市は住用村、笠利町と合併して奄美市が誕生。奄美市発足に伴う市長選挙に立候補し、拓殖大学教授の叶芳和を723票差で破った。2009年10月、任期途中で市議会議長に辞職願を提出、奄美市長は1期で終えた。